# Dianthus palinensis
Dianthus palinensis là loài thực vật có hoa thuộc họ Cẩm chướng. Loài này được S.S.Ying mô tả khoa học đầu tiên năm 1987.